# Murbaya
Murbaya is een bestuurslaag in het regentschap Centraal-Lombok van de provincie West-Nusa Tenggara, Indonesië. Murbaya telt 5106 inwoners (volkstelling 2010).